# IAAF Label Road Races 2012

Logo

Die IAAF Label Road Races 2012 waren Laufveranstaltungen, die von der IAAF für 2012 das Etikett Gold, Silber oder Bronze erhielten. 

## Gold
| auch Teil des World Marathon Majors |

| Datum  | Veranstaltung                                       | Distanz    | Sieger                                           | Siegerin                                         |
| ------ | --------------------------------------------------- | ---------- | ------------------------------------------------ | ------------------------------------------------ |
| 07.01. | Xiamen-Marathon Xiamen                              | 42,195 km  | Peter Kamais Lotagor                             | Ashu Kasim                                       |
| 15.01. | Mumbai-Marathon Mumbai                              | 42,195 km  | Laban Moiben                                     | Netsanet Achamo                                  |
| 27.01. | Dubai-Marathon Dubai                                | 42,195 km  | Ayele Abshero                                    | Aselefech Mergia                                 |
| 17.02. | RAK-Halbmarathon Ra’s al-Chaima                     | 21,0975 km | Dennis Kipruto Kimetto                           | Mary Jepkosgei Keitany                           |
| 26.02. | Tokio-Marathon 2012 Tokio                           | 42,195 km  | Michael Kipkorir Kipyego                         | Atsede Habtamu                                   |
| 26.02. | World’s Best 10K San Juan                           | 10 km      | Sammy Kirop Kitwara                              | Vivian Jepkemoi Cheruiyot                        |
| 04.03. | Biwa-See-Marathon Ōtsu                              | 42,195 km  | Samuel Ndungu Wanjiku                            | –                                                |
| 11.03. | Nagoya-Marathon Nagoya                              | 42,195 km  | –                                                | Albina Majorowa                                  |
| 18.03. | Seoul International Marathon Seoul                  | 42,195 km  | Wilson Loyanae Ekupe                             | Feyse Tadese                                     |
| 18.03. | Rom-Marathon Rom                                    | 42,195 km  | Luka Lokobe Kanda                                | Hellen Jemaiyo Kimutai                           |
| 25.03. | Lissabon-Halbmarathon Lissabon                      | 21,0975 km | Zersenay Tadese                                  | Shalane Flanagan                                 |
| 31.05. | Prag-Halbmarathon Prag                              | 21,0975 km | Atsedu Tsegay                                    | Joyce Chepkirui                                  |
| 15.04. | Paris-Marathon Paris                                | 42,195 km  | Stanley Kipleting Biwott                         | Tirfi Tsegaye                                    |
| 15.04. | Vienna City Marathon Wien                           | 42,195 km  | Henry Kemo Sugut                                 | Fate Tola                                        |
| 16.04. | Boston-Marathon 2012 Boston                         | 42,195 km  | Wesley Korir                                     | Sharon Jemutai Cherop                            |
| 27.04. | London-Marathon 2012 London                         | 42,195 km  | Wilson Kipsang                                   | Mary Jepkosgei Keitany                           |
| 13.05. | Prag-Marathon Prag                                  | 42,195 km  | Deressa Chimsa                                   | Agnes Jepkemboi Kiprop                           |
| 20.05. | Great Manchester Run Manchester                     | 10 km      | Haile Gebrselassie                               | Linet Chepkwemoi Masai                           |
| 27.05. | World 10K Bangalore Bangalore                       | 10 km      | Geoffrey Kipsang Kamworor                        | Helah Kiprop                                     |
| 29.07. | Bogotá-Halbmarathon Bogotá                          | 21,0975 km | Peter Cheruiyot Kirui                            | Gladys Cherono                                   |
| 16.09. | Great North Run Newcastle upon Tyne – South Shields | 10 km      | Wilson Kipsang                                   | Tirunesh Dibaba                                  |
| 16.09. | Giro di Castelbuono Castelbuono                     | 10 km      | Tariku Bekele                                    | –                                                |
| 30.09. | Berlin-Marathon 2012 Berlin                         | 42,195 km  | Geoffrey Kiprono Mutai                           | Aberu Kebede                                     |
| 30.09. | Delhi-Halbmarathon Neu-Delhi                        | 21,0975 km | Edwin Kipyego                                    | Wude Ayalew                                      |
| 30.09. | Portugal-Halbmarathon Lissabon                      | 21,0975 km | Martin Kiptoo Lel                                | Priscah Jeptoo                                   |
| 07.10. | Chicago-Marathon 2012 Chicago                       | 42,195 km  | Tsegay Kebede                                    | Atsede Baysa                                     |
| 28.10. | Great South Run Portsmouth                          | 10 Meilen  | Stephen Mokoka                                   | Joanne Pavey                                     |
| 28.10. | Chuncheon-Marathon Chuncheon                        | 42,195 km  | David Kemboi Kiyeng                              | Park Yu-jin                                      |
| 28.10. | Frankfurt-Marathon Frankfurt am Main                | 42,195 km  | Patrick Makau Musyoki                            | Meselech Melkamu                                 |
| 04.11. | New-York-City-Marathon New York City                | 42,195 km  | abgesagt aufgrund der Folgen des Hurrikans Sandy | abgesagt aufgrund der Folgen des Hurrikans Sandy |
| 11.11. | Istanbul-Marathon Istanbul                          | 42,195 km  | Stephen Chebogut                                 | Koren Jelela                                     |
| 18.11. | Turin-Marathon Turin                                | 42,195 km  | Patrick Kipyegon Terer                           | Sharon Jemutai Cherop                            |
| 25.11. | Peking-Marathon Peking                              | 42,195 km  | Tariku Jufar                                     | Jia Chaofeng                                     |
| 02.12. | Fukuoka-Marathon Fukuoka                            | 42,195 km  | Joseph Kariuki Gitau                             | –                                                |
| 02.12. | Singapur-Marathon Singapur                          | 42,195 km  | Kennedy Liprop Lilian                            | Irene Jerotich Kosgei                            |

## Silber
| Datum  | Veranstaltung                            | Distanz    | Sieger                    | Siegerin                |
| ------ | ---------------------------------------- | ---------- | ------------------------- | ----------------------- |
| 29.01. | Osaka Women’s Marathon Osaka             | 42,195 km  | –                         | Risa Shigetomo          |
| 05.02. | Beppu-Ōita-Marathon Ōita                 | 42,195 km  | Harun Njoroge Mbugua      | Tiyuki Mochiduki        |
| 05.02. | Kagawa-Marugame-Halbmarathon Marugame    | 21,0975 km | Mathew Kipkoech Kisorio   | Tiki Gelana             |
| 05.02. | Hong Kong Marathon Hongkong              | 42,195 km  | Dereje Abera              | Misikir Mekonnin        |
| 26.02. | Roma – Ostia Rom – Ostia                 | 21,0975 km | Philemon Kimeli Limo      | Florence Jebet Kiplagat |
| 15.04. | Rotterdam-Marathon Rotterdam             | 42,195 km  | Yemane Tsegay             | Tiki Gelana             |
| 15.04. | Great Ireland Run Dublin                 | 10 km      | Kenenisa Bekele           | Gemma Steel             |
| 22.04. | Madrid-Marathon Madrid                   | 42,195 km  | Patrick Korir             | Margaret Agai           |
| 29.04. | Yangzhou-Jianzhen-Halbmarathon Yangzhou  | 21,0975 km | Ayele Abshero             | Philes Moora Ongori     |
| 26.05. | Ottawa 10K Ottawa                        | 10 km      | Geoffrey Kiprono Mutai    | Lindsey Scherf          |
| 27.05. | Ottawa-Marathon Ottawa                   | 42,195 km  | Laban Moiben              | Yeshi Esayias           |
| 02.06. | Freihofer’s Run for Women Albany         | 5 km       | –                         | Mamitu Daska            |
| 08.09. | Grand Prix von Prag Prag                 | 10 km      | Henry Kiplagat            | –                       |
| 14.10. | Toronto Waterfront Marathon Toronto      | 42,195 km  | Sahle Warga               | Mary Davie              |
| 14.10. | Eindhoven-Marathon Eindhoven             | 42,195 km  | Dickson Kiptolo Chumba    | Aberume Mekuria         |
| 21.10. | Amsterdam-Marathon Amsterdam             | 42,195 km  | Wilson Kwambai Chebet     | Meseret Hailu           |
| 21.10. | Gyeongju International Marathon Gyeongju | 42,195 km  | Wilson Loyanae Ekupe      | Choi Bo-ra              |
| 28.10. | Marseille – Cassis Marseille             | 20,308 km  | Edwin Kipyego             | Mercy Jerotich Kibarus  |
| 28.10. | Venedig-Marathon Venedig                 | 42,195 km  | Philemon Kipchumba Kisang | Emebt Etea              |
| 04.11. | JoongAng Seoul Marathon Seoul            | 42,195 km  | James Kipsang Kwambai     | Choi Kyung-hee          |
| 18.11. | Yokohama-Marathon Yokohama               | 42,195 km  | –                         | Lydia Cheromei          |
| 31.12. | San Silvestre Vallecana Madrid           | 10 km      | Tariku Bekele             | Gelete Burka            |

## Bronze
| Datum  | Veranstaltung                                          | Distanz    | Sieger                                  | Siegerin               |
| ------ | ------------------------------------------------------ | ---------- | --------------------------------------- | ---------------------- |
| 08.04. | Pjöngjang-Marathon Pjöngjang                           | 42,195 km  | Oleksandr Matwijtschuk (Marathonläufer) | Kim Mi-gyong           |
| 15.04. | Nagano-Marathon Nagano                                 | 42,195 km  | Francis Kibiwott Larabal                | Pauline Wangui Ngigi   |
| 15.04. | Brighton-Marathon Brighton                             | 42,195 km  | Peter Kimeli Some                       | Swjatlana Kouhan       |
| 29.04. | Düsseldorf-Marathon Düsseldorf                         | 42,195 km  | Dibaba Tola                             | Agnes Jeruto Barsosio  |
| 06.05. | Hannover-Marathon Hannover                             | 42,195 km  | Joseph Kiprono Kiptum                   | Natalja Putschkowa     |
| 20.05. | Riga-Marathon Riga                                     | 42,195 km  | Titus Kipkorir Kurgat                   | Iraida Alexandrowa     |
| 23.06. | Corrida de Langueux Langueux                           | 10 km      | Fikadu Haftu                            | Christelle Daunay      |
| 23.06. | Vidovdan-Lauf Brčko                                    | 10 km      | Boniface Kirui                          | Lisa Christina Stublić |
| 12.08. | Siberian International Marathon Omsk                   | 42,195 km  | Nikolay Grigorov                        | Wolha Masuronak        |
| 09.09. | Auray – Vannes Auray Vannes                            | 21,0975 km | Geoffrey Kenesi                         | Gladys Kipsoi          |
| 14.10. | 20 km von Paris Paris                                  | 20 km      | Ezekiel Nizigiyimana                    | Cynthia Cherotich Limo |
| 21.10. | Great Birmingham Run Birmingham                        | 21,0975 km | Micah Kogo                              | Sara Moreira           |
| 11.11. | Beirut-Marathon Beirut                                 | 42,195 km  | Kedir Fekadu                            | Seada Kedir            |
| 18.11. | Boulogne-Billancourt-Halbmarathon Boulogne-Billancourt | 21,0975 km | Tesfaalem Gebrearegawi Mehari           | Tigist Kiros           |